# Université d'État d'économie d'Azerbaïdjan
L'université d'État d'économie d'Azerbaïdjan (en azéri : Azərbaycan Dövlət İqtisad Universiteti) est une université créée en 1930 en URSS, dans l'actuel Azerbaïdjan.

## Historique
Appartenant à l'origine à l'université d'État de Bakou, elle est devenue une institution indépendante en 1934. 
Au fil des ans, son nom a changé à plusieurs reprises et a été fusionné et séparé de l'État de Bakou à plusieurs reprises. Lors de sa création en 1930, l'école a été baptisée Trade-Cooperative Institute. En 1933, le gouvernement de la RSS d'Azerbaïdjan a changé le nom en université socio-économique d'Azerbaïdjan Karl-Marx et a introduit des programmes d'études sur la comptabilité, le droit et les finances. 
Avec le début de la Seconde Guerre mondiale, l'université a été intégrée au département d'économie de l'université d'État de Bakou. En 1944, l'école est de nouveau séparée et renommée Institut économique national d'Azerbaïdjan. Il est resté sous ce nom jusqu'en mars 1959, lorsque la guerre a entraîné son repliement à l'université d'État de Bakou.
En 1966, l'école s'est à nouveau séparée et est restée indépendante depuis, initialement sous le nom de l'Institut économique national d'Azerbaïdjan Dadash Bunyadzade. 
En 1987, le nom a été changé pour Finance-Economic Institute. 
En 2000, le nom a finalement été changé sous sa forme actuelle par le gouvernement.

## Succursales
L'université a ouvert de nouvelles écoles dans des villes en dehors de Bakou.

### Derbent
La branche Derbent a été fondée en 1993 par Heydar Aliyev, mais à la suite de divers problèmes en république du Daghestan, l'ouverture officielle n'a eu lieu qu'en novembre 2016.

### Zaqatala
il existe également une succursale dans le nord-ouest de l'Azerbaïdjan, à Zaqatala. L'ouverture officielle de la branche a eu lieu le 15 septembre 2016.